# بيل كوكس (لاعب كرة قاعدة)
بيل كوكس (بالإنجليزية: Bill Cox)‏ هو لاعب كرة قاعدة أمريكي، ولد في 23 يونيو 1913 في أشمور في الولايات المتحدة، وتوفي في 16 فبراير 1988 في تشارلستون في الولايات المتحدة.

## وصلات خارجية
- بيل كوكس على موقع دوري كرة القاعدة الرئيسي (الإنجليزية)
- بيل كوكس على موقعبيزبول رفرنس.كوم (الدوري الرئيسي) (الإنجليزية)
- بيل كوكس على موقعبيزبول رفرنس.كوم (الدوري الثانوي) (الإنجليزية)